# Тур Страны Басков 1975
15-й выпуск Тура Страны Басков — шоссейной многодневной велогонки по дорогам испанского автономного сообщества Баскония прошёл с 14 по 18 апреля 1975 года. Этот выпуск выиграл испанец Хосе Антонио Гонсалес Линарес, что стало его второй победой в баскской гонке после победы в 1972 году. Гонсалес Линарес начал лидировать в генеральной классификации с первой секции второго этапа и не покидал первое место до конца гонки, в Фуэнтеррабии. Второе и третье место также заняли испанцы Хесус Мансанеке (отставание 20 секунд), и Агустин Тамамес (победил на первом этапе, отставание 38 секунд).

## Участники
| Профессиональные велокоманды (5)- Coelima - Kas-Kaskol - Monteverde-Sanson - Sporting-Sottomayor - Super Ser |
| |

## Маршрут
В этом году гонка впервые стартовала в Ируне.
| Этап | Дата   | Маршрут                      | type                    | Длина (км) | Победитель                    | Лидер генеральной классификации |
| ---- | ------ | ---------------------------- | ----------------------- | ---------- | ----------------------------- | ------------------------------- |
| 1    | 14 апр | Ирун – Ирахе                 | среднегорный            | 148        | Агустин Тамамес               | Агустин Тамамес                 |
| 2-1  | 15 апр | Ирахе – Ирахе                | индивидуальная разделка | 35         | Хосе Антонио Гонсалес Линарес | Хосе Антонио Гонсалес Линарес   |
| 2-2  | 15 апр | Ирахе – Логроньо             | среднегорный            | 135        | Андрес Гандариас              | Хосе Антонио Гонсалес Линарес   |
| 3    | 16 апр | Логроньо – Льодио            | среднегорный            | 151        | Fernando Ferreira             | Хосе Антонио Гонсалес Линарес   |
| 4    | 17 апр | Льодио – Сан-Себастьян       | среднегорный            | 188        | Агустин Тамамес               | Хосе Антонио Гонсалес Линарес   |
| 5-1  | 18 апр | Сан-Себастьян – Фуэнтеррабиа | среднегорный            | 163        | Вентура Диас                  | Хосе Антонио Гонсалес Линарес   |
| 5-2  | 18 апр | Фуэнтеррабиа – Фуэнтеррабиа  | индивидуальная разделка | 8          | Хесус Мансанеке               | Хосе Антонио Гонсалес Линарес   |

## Ход гонки
Хосе Антонио Гонсалес Линарес взяв первое место на первой секции второго этапа, стал лидером генеральной классификации, при этом считаясь сильным и хорошо подготовленным спортсменом.
На заключительной второй секции пятого этапа победу в индивидуальной гонке при сильном дожде одержал испанец Хесус Мансанеке, однако в генеральной классификации лидерство удержал Хосе Антонио Гонсалес Линарес.
Из 50 участников гонку завершили 48.